# エリダヌス座タウ2星
エリダヌス座τ2星（エリダヌスざタウ2せい）は、エリダヌス座の恒星で5等星。主星のA星はK型スペクトルの巨星で、1897年に約50秒離れたところに15等級のB星が発見されている。

## 名称
固有名のアンゲテナル (Angetenar) は、「川の曲がり角」を意味するアラビア語 Al Ḥināyat al Nahr に由来する。Angetenar は13世紀のアルフォンソ天文表に見られる表記で、16世紀のスカリゲルは Anchenetenar、ジョヴァンニ・バッティスタ・リッチョーリは Argentenar と表記している。2017年6月30日に国際天文学連合の恒星の命名に関するワーキンググループ (Working Group on Star Names, WGSN) は、Angetenarをτ2星の固有名として承認した。
中国語ではエリダヌス座τ2星は、天帝の獣を飼う場所を表す昴宿（天苑、拼音: Tiān Yuàn）という星官を、エリダヌス座γ星、π星、δ星、ε星、ζ星、η星、くじら座π星、エリダヌス座τ1星、τ3星、τ4星、τ5星、τ6星、τ7星、τ8星、τ9星と共に構成している。エリダヌス座τ2星自身は、天苑九（拼音: Tiān Yuàn jiǔ）すなわち天苑における9番目の恒星と扱われている。